# 9258 Джонполджонс
9258 Джонполджонс (9258 Johnpauljones) — астероїд головного поясу, відкритий 29 вересня 1973 року.
Тіссеранів параметр щодо Юпітера — 3,697.